# 바오로딸
바오로딸은 로마 가톨릭교회 전문 서적 출판사다. 재단법인 성바오로딸수도회에서 운영한다.

## 역사
- 1964년 10월 5일 본격적인 출판 사업 시작.